# Endstation Paris
Endstation Paris (Originaltitel: Back Street) ist ein US-amerikanisches Filmdrama von David Miller aus dem Jahr 1961, dessen Drehbuch auf dem gleichnamigen Roman von Fannie Hurst basiert. Die Hauptrollen sind mit Susan Hayward und John Gavin besetzt.

## Handlung
Nach dem Zweiten Weltkrieg wird Paul Saxon aus der US-Marine entlassen. Paul, Erbe einer Handelskette, beginnt eine Affäre mit Rae Smith, der Besitzerin einer Boutique in Lincoln, Nebraska. Als Rae erfährt, dass Paul verheiratet ist und zwei Kinder hat, zieht sie nach New York und wird dort eine anerkannte Mode-Designerin. Paul kommt ebenfalls nach New York und sucht Rae dort auf. Doch Rae will nicht nur die Geliebte eines verheirateten Mannes sein.
Jahre später begegnen sich beide in Rom. Rae ist die Partnerin des gefeierten Modeschöpfers Dalian und hat einen Salon eröffnet. Paul und Rae verbringen drei Tage miteinander. In dieser Zeit erklärt ihr Paul, dass seine alkoholkranke Frau Liz eine Scheidung verweigert. Nach einem Selbstmordversuch von Liz kauft Paul für Rae ein Haus in einem Vorort von Paris, wo sich beide ungestört treffen können. Paul jr. erkennt in Rae die mysteriöse Frau in dem Leben seines Vaters, die die Schuld an der gescheiterten Ehe seiner Eltern trägt. Er will, dass Rae von seinem Vater fernbleibt.
Während einer Modenschau kommt es zwischen Liz und Rae zu einem Eklat. Paul und Liz fahren gemeinsam nach Hause, doch die betrunkene Liz verursacht einen Unfall und wird dabei getötet. Paul kommt schwer verletzt ins Krankenhaus. Bevor er stirbt, versichert er Rae noch einmal, wie sehr er sie liebe. Nach dem Begräbnis erhält Rae Besuch von den beiden verwaisten Kindern ihres Geliebten, die nun mit ihr gemeinsam Trauer und Einsamkeit teilen.

## Produktion, Hintergrund
Premiere hatte der Film am 11. Oktober 1961. In Deutschland erschien er erstmals am 19. Januar 1962 in den Kinos.
Endstation Paris ist ein Remake des 1932 entstandenen Dramas Back Street von John M. Stahl mit Irene Dunne und John Boles und des 1942 produzierten Films Seitenstraße von Robert Stevenson mit Margaret Sullavan und Charles Boyer.

## Kritik
Das Lexikon des internationalen Films befand: „Verkitschter Liebesroman zwischen einer aufsteigenden Modezeichnerin und einem unglücklich verheirateten Millionär, wobei die Probleme, die sich in der Handlung ergeben, durch den obligaten tödlichen Autounfall gelöst werden.“
Die Filmzeitschrift Cinema zog das Fazit: „Hübsch anzusehen, jedoch ohne Tiefgang.“
Bosley Crowther von der New York Times befand, Produzent Ross Hunter habe den Film mit Protzerei und verplüschter Pariser Eleganz vollgepackt. Der Film sei üppig und teuer, den Modefachleuten der Hauptstadt (Washington) würden die Augen übergehen.

## Auszeichnungen
1962 wurde Jean Louis in der Kategorie Bestes Kostümdesign (Farbe) für den Oscar nominiert.